# Переровский Млынок
Переровский Млынок (бел. Перароўскі Млынок) — деревня в Озеранском сельсовете Житковичского района Гомельской области Беларуси.

## Административное устройство
До 11 января 2023 года входила в состав Переровского сельсовета. В связи с объединением Озеранского и Переровского сельсоветов Житковичского района Гомельской области в одну административно-территориальную единицу — Озеранский сельсовет, включена в состав Озеранского сельсовета.

## География
Расположена в 45 км на юго-восток от районного центра и железнодорожной станции Житковичи (на линии Лунинец — Калинковичи), 278 км от Гомеля. На севере национального парка «Припятский». В 2 км на восток от Перерова и в 5 км на запад от Хлупина. В 0,5 км на юг от деревни пролегает нефтепровод «Дружба».

## Гидрография
В 0,9 км на север от деревни река Припять. На северо-востоке примыкает к реке Свиновод (правый приток Припяти). К северу расположено старичное озеро Погной (имеет тенденцию к заболачиванию). На востоке примыкает к каналу Крушинному, который копался вручную во времена Западной экспедиции по осушению болот в 1873—1898 гг. под управлением И. И. Жилинского.

## Транспортная сеть
Транспортные связи по просёлочной, затем автомобильной дороге Черничи — Житковичи.

## История
Согласно письменным источникам известна с XIX века как хутор в Туровской волости Мозырского уезда Минской губернии. В 1930 году организован колхоз. Согласно карт РККА еще как минимум в 1930-х гг. в деревне на реке Свиновод была водяная мельница. До конца 1990-х гг. действовали начальная школа и сельский клуб. Количество домостроений на начало 2020 года — 103 (из них, в которых проживают — 58, в которых не проживают — 7, дач — 38.

### Великая Отечественная война
Во время Великой Отечественной войны в июле 1941 года советскими войсками и партизанами в деревне был взорван мост. 10-12 июля 1943 года немецкая авиация бомбила деревню, однако жертв удалось избежать, потому что население заблаговременно бежало в лес. 16 июля 1943 года немецкие оккупанты полностью сожгли деревню и убили 42 жителя. 30 жителей погибли на фронте. В феврале 1943 года на встрече в Переровском Млынке руководители подпольных групп области договорились о создании в Туровском районе отдельного партизанского отряда, который назвали «За Родину». Командиром стал Василий Просолов, комиссаром Пантелей Тарасюк, а начальником штаба Иосиф Двораковский.

### Археологическое наследие
В 3 км на юг от деревни, в лесу, в урочище Городище (Вал, Окоп), в 100 м от берега озера Сиверского обнаружено городище железного века. Площадка имеет удлиненно-овальное очертание с размерами 80 на 40 м. Городище окружено валом высотой до 1,5 м и шириной 5—7 м. Было обследовано В. В. Седовым в 1961 году, находок не выявлено.

## Население
- 1897 год — 5 дворов, 26 жителей (согласно переписи)
- 1917 год — 86 жителей
- 1925 год — 90 дворов
- 1940 год — 120 дворов, 360 жителей
- 1959 год — 700 жителей (согласно переписи)
- 2004 год — 99 хозяйств, 202 жителя[2]
- 2020 год — 86 жителей (из них моложе трудоспособного возраста — 2, трудоспособного возраста — 44, старше трудоспособного возраста — 40, ветераны — 1)[3]

## Известные уроженцы
- Пацук Михась (1950—2004) — белорусский певец. Заслуженный артист Республики Беларусь[7]
- Голод Дмитрий Степанович (1932—2003) — белорусский ученый в области биологических наук, доктор биологических наук, лауреат Государственной премии БССР[8]